# Voo transatlântico
Voo transatlântico ou travessia aérea transatlântica - é o voo de uma aeronave através do Oceano Atlântico da Europa, África, Sul da Ásia ou Oriente Médio para a América do Norte, América Latina, ou vice-versa. Esses voos foram feitos por aeronaves de asa fixa, dirigíveis, balões e outras aeronaves.
Os primeiros motores de aeronaves não tinham a confiabilidade nem a potência para levantar o combustível necessário para fazer um voo transatlântico. Houve dificuldades para navegar sobre a extensão de água por milhares de quilômetros, e o clima, especialmente no Atlântico Norte, é imprevisível. Desde meados do século 20, no entanto, o voo transatlântico tornou-se rotineiro, para fins comerciais, militares, diplomáticos e outros.

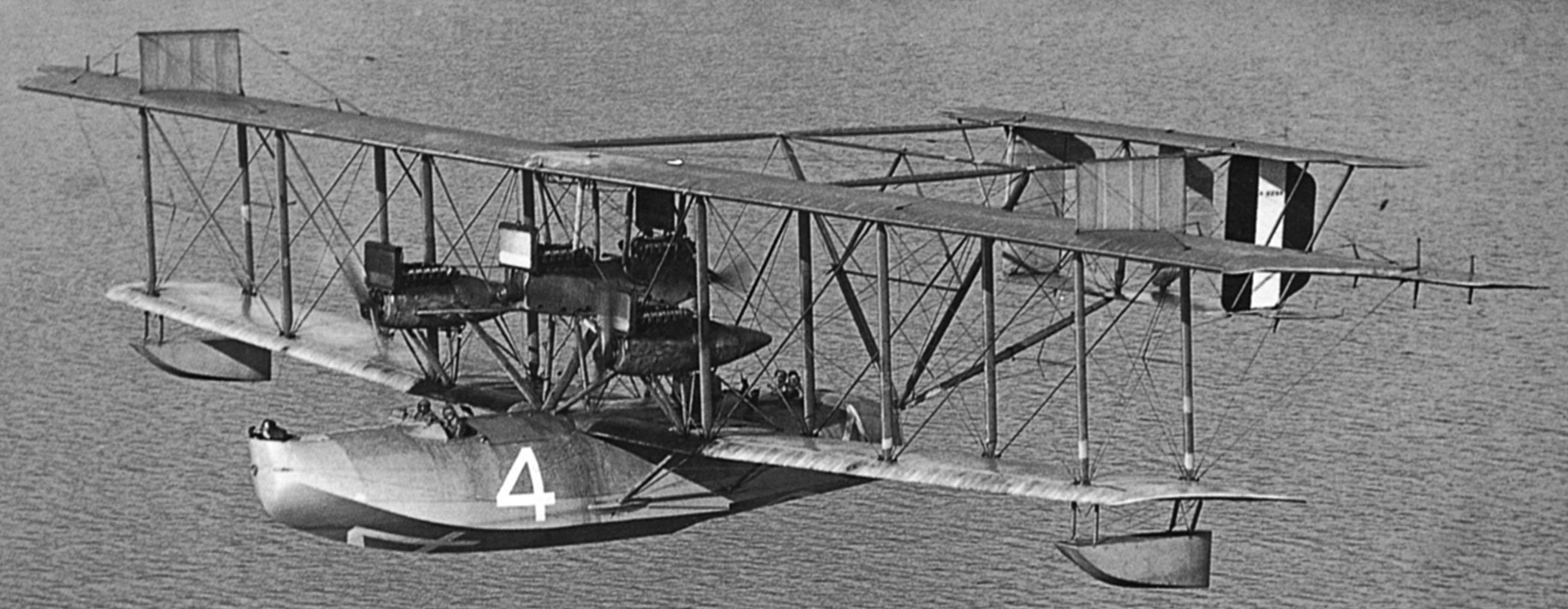
Curtiss NC-4 em 1919.

## História
Com o desenvolvimento progressivo dos balões de ar quente a partir do século XVIII e subsequentes dirigíveis, a possibilidade de voos transatlânticos tornou-se mais evidente. Por exemplo, em 13 de abril de 1844, o jornal nova-iorquino The Sun publicou como notícia real o chamado The Balloon-Hoax descrevendo o primeiro voo de balão entre a Europa e a América. O texto era uma história de ficção científica de Edgar Allan Poe. E as primeiras tentativas só ocorreriam quase 75 anos depois, quando, após o nascimento da aviação nos anos 1900, vários voos pioneiros ocorreram no período entreguerras.

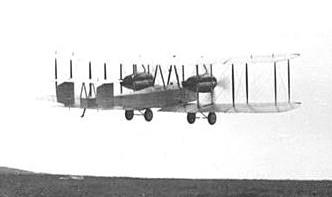
Vickers Vimy de Alcock e Brown.

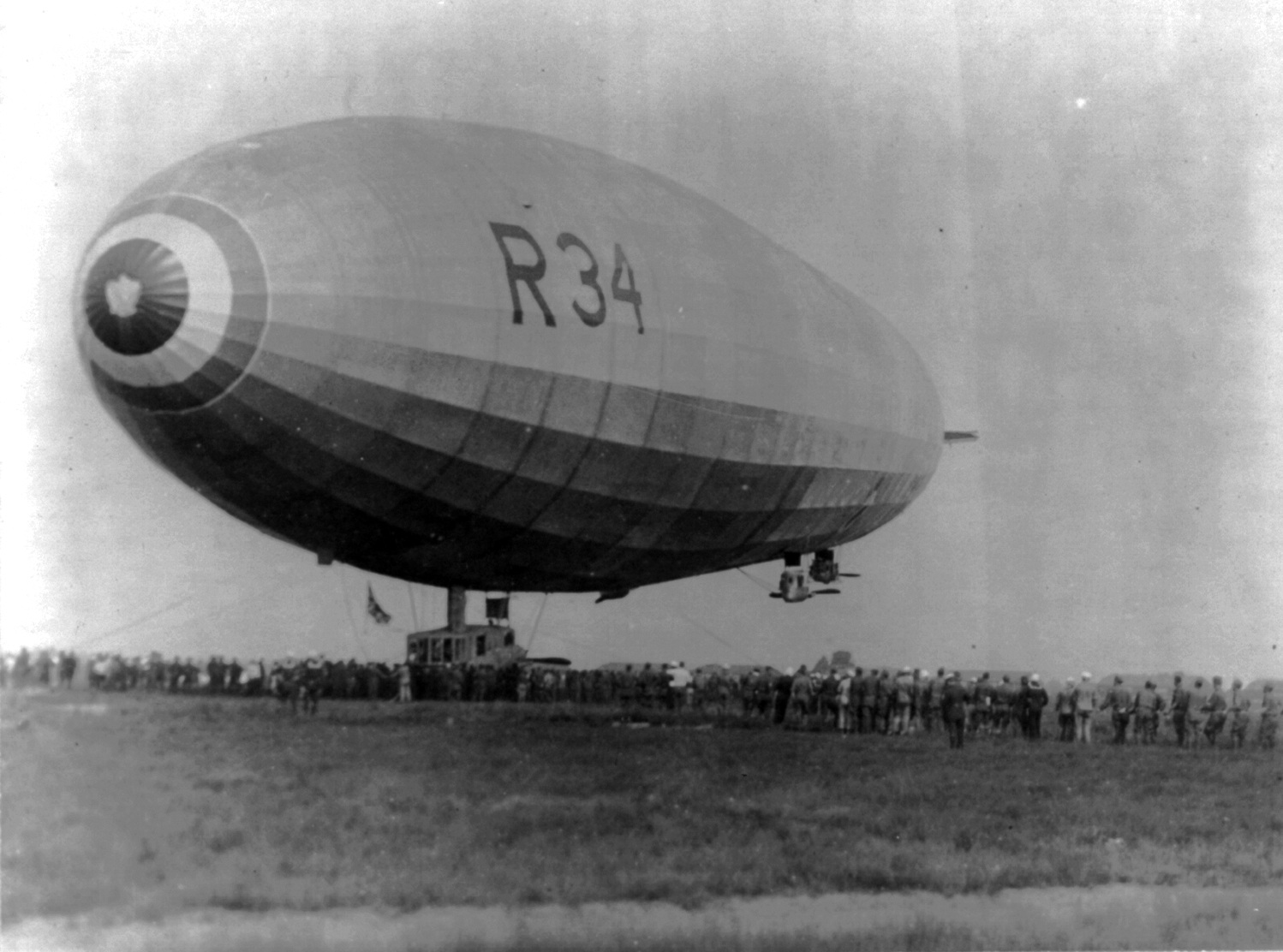
O R34 em Mineola em julho de 1919.

### Pioneiros
Em apenas três meses (maio, junho e julho) de 1919, três marcos importantes ocorreram, quando a comunicação aérea entre a Europa e a América na rota atlântica tentativamente começou:
- De 8 a 31 de maio, o hidroavião Curtiss NC-4, da Marinha dos EUA, pilotado por Albert Read, percorreu 7 284 km, de Rockaway, Nova Iorque, até Plymouth, Inglaterra, parando em Trepassey (Terra Nova), Faial e Ponta Delgada (ambas nos Açores) e Lisboa (Portugal). O troço mais longo sem escalas foi de Trepassey ao Faial, nos Açores, 1900 km que percorreu em 15h 18m, mas devido às paragens em cada paragem, todo o percurso demorou 23 dias a ser concluído.
- Entre 14 e 15 de junho, os britânicos John William Alcock e Arthur Whitten Brownn fizeram a primeira travessia transatlântica em uma aeronave Vickers Vimy modificada. Eles partiram da Nova Escócia, Canadá, para Clifden, Irlanda. O voo percorreu 3 630 km e durou aproximadamente 16 horas e 12 minutos.[5]
- O dirigível R34 fez a primeira viagem de ida e volta pelo Atlântico, comandado por George Scott. O R34 deixou Norfolk, Reino Unido em 2 de julho de 1919, chegando a Mineola, Long Island, EUA em 6 de julho, após um voo de 108 horas. A viagem de volta ocorreu de 10 a 13 de julho, em 75 horas.[6][7]